# Manzanera
Manzanera es una villa y municipio español de la provincia de Teruel, en la comunidad autónoma de Aragón. El término municipal, ubicado en la comarca de Gúdar-Javalambre, tiene una población de 539 habitantes (INE 2024).

## Geografía
Población situada al sur de Aragón, a una altitud de 960 m sobre el nivel del mar, en la sierra de Javalambre, en la que se encuentra el punto más alto de la provincia y uno de los mayores del sistema Ibérico, cerca de la provincia de Castellón. Disfruta de un clima mediterráneo continental bastante frío con veranos suaves e inviernos fríos. 
El municipio se compone, además del núcleo de Manzanera, de las poblaciones de Los Cerezos, Alcotas, El Paúl, Los Olmos, Las Alhambras y Paraíso Bajo y varios barrios deshabitados (Torre de Alcotas, Torre de los Peones, Paraíso Alto y numerosas masías diseminadas por el término, el cual tiene casi 170 km²). Manzanera está situada a unos 50 km de Teruel y unos 110 km de Valencia, a 10 km de la A-23 y la N-234.
Por Manzanera pasa el río Albentosa, afluente del Mijares, que se forma apenas un kilómetro antes de alcanzar el pueblo, tras la unión de los pequeños ríos Torrijas (que acaba de recibir las aguas del río Paraíso) y Los Olmos.

## Historia

### Edad Antigua
Existen vestigios de la época de los íberos en la zona de las Alhambras, el Puntal de la Milocha y el Cerro. Parece ser que el área de Manzanera debió formar parte de una tribu celtíbera, los turboletas.
Durante la época romana, debemos suponer que se produjo algún tipo de asentamiento dado el hallazgo de restos romanos, como una placa de piedra arenisca votiva dedicada a Hércules hallada en los restos del antiguo castillo de Manzanera, datada entre los años 51 y 250 de nuestra era. En esta inscripción podemos leer el texto "Aquilus et / Nigrinus / Corneli / Herculi / v(otum) s(olverunt) l(ibentes) m(erito)", es decir, "Cornelius Aquilus y Cornelius Nigrinus cumplieron de buen grado el voto a Hércules como debían". 
De la misma época romana se han encontrado diversidad de monedas, en el Corral de Mosén Pedro y el Molino de la Umbría, así como ánforas en Las Alhambras, en Alcotas (Gran Enciclopedia Aragonesa, 2000), incluida la ánfora de estilo greco itálico presente en el Museo Provincial de Teruel procedente de Fuen del Cepo, visitable en la exposición permanente de dicho museo.

### Edad Media
Durante la época de dominación musulmana la zona de Manzanera fue repoblada por musulmanes de etnia bereber, esto es, originarios del norte del Atlas, que se establecieron en la zona posiblemente por la afinidad de estas tierras con sus lugares de origen y la similitud en las actividades económicas, básicamente ganaderas, que ofrecía la zona. Esto lo demuestra la etimología de la comarca, con nombres de origen arábigo como Alcotas, Albentosa o Javalambre (Javal Ambr en árabe, cuya traducción literal sería la montaña roja, dado el color característico de las tierras de la comarca) En la villa había una fortaleza musulmana y algunas casas, es decir, la zona ya se encontraba habitada antes de la conquista de la villa.
El pueblo fue arrebatado a los árabes en 1202 por Pedro II de Aragón. Jaime I, hijo del anterior monarca concedió a la población el título de villa, al ser un enclave fronterizo bien amurallado. El nombre de la villa, en su carta fundacional, está redactado en catalán, ya que está era la lengua de la cancillería real,y el nombre en cuestión fue el de Maçanera. La primitiva villa de Maçanera fue el último enclave de Aragón arrebatado a los sarracenos.
Pedro II concedió el señorío a Berenguer III de Entenza, (señor de Zaragoza, entre otros) para repoblarlo, tal como explica el doctor Antonio J. Gargayo Moya en su obra El Concejo de Teruel en la Edad Media 1177-1327. Se da la curiosidad que el propio Berenguer III de Entenza murió en una acción bélica contra los sarracenos en las proximidades de la villa. Manzanera fue heredada por sus hijos Berenguer IV de Entenza y Gombau de Entenza, quienes participaron activamente en la conquista de Valencia a las órdenes del rey Jaime I. De hecho, la villa sirvió, en un primer momento, como plataforma logística para llevar a cabo la conquista. Una vez la frontera se desplazó al sur, la importancia estratégica de la villa disminuyó y los Entenza la fueron olvidando progresivamente hasta que se formalizó su traspaso al vizconde de Chelva, Pedro Ladrón de Vilanova.

##### Carta fundacional
El rey Pedro II publicó la carta fundacional de Manzanera justo después de su conquista, el mes de junio de 1202, en la localidad de Calatayud:
Sit notum cunctis presentibus et futuris quod ego Petrus, Dei gratia rex Aragonum et comes Barchinone, per me et omnes successores meos cum presenti conscripcione perpetua valitura concedo, laudo atque dono tibi Berengario de Atencia omnibusque successoribus tuis in frontaria sarracenorum propter multa grata servicia que mihi contulisti et cotide confers locum illum que apellatur Maçanera, cui siquidem loco huismodi asigno terminos atque dono: habeat per terminum versus partem de Sarrion VI milleriatas terre et versus partem de Alventosa quinque milleriatas terre, versus quoque partes de Alpont habeat terminum usque ad collem de Archubus et sicut vadit de colle de Archubus et aque discurrunt;versus partem de Liria, XII milleriatas terre; habeat quoque partes de Alpont habeat terminum XII milleriatas terre versus pinarem sicut itur per calçatam versus oartem Valencie; habeat etiam XII milleriatas terre versus partem de Bexix et decem milleriatas terre versus Camarenam, sicut itur per semitam; cum istis autem prenominatis et prefixis terminis concedo atque confirmo tibi Berengario de Atencia et tuis omnibus successoribus prefatum locum de Maçaneram ut illes popules et in eo frotitudinem facias ad deffensionem regni mei et sarracenorum confusionem. Huismodi autem donativum predicti loci de Maçanera et castrorum et villarum que in predicto loco et in terminis suis sita fuerint a te vel a tuis facio tibi Berengario prenominato et tuis omnibus successoribus quod tu et omnes successores tui qui predicta loca tenuerint per me et per omnes successores meos regnaturos in Aragone habeatis ea perpetuo, teneatis atque possideatis ad forum et consuetudinem Catalonie, ita scilicet quod tu et tui successores de predicto loco et alliis castellis et villis si que fuerint in terminis predictis loci de Maçanera inti sive (parati?) detis et tradatis potestatem mihi et meis quandocumque et quocienscumque a me vel tibi vel tuis fuerit requisita quocumque modo et etiam ex eis tu et tui per meos guerram faciatis contra cunctos, sarracenos siquidem et christianos, quandocumque et quociens cumque a me vel a meis tibi vel tuis fuerit mandatum per litteras vel per nuncium. Omnes etiam illi tam milites quam alii quibus vos in iam dicto loco hereditates dederitis, habeant eas prout eas vobis date fuerint et concesse et eas eis concedo habendas, possidendas perpetuo et tenendas.
Datum Calataiub, die iovis prima iunii per manum Iohannis de Berax, domini regis notarii, mandato eius scripta sub era M CC XL
Huius rei testes sunt: Gracia, episcopus in Tiraçona: R., episcopus in Cesaraugusta; Garcia, episcopus in Osca, Garcia Romei, senior in Calataiub et alferiz domini regis, Michael de Lusia, senior in Aranda, Aznarius Pardo, senior in Iacca, Artallus, senior in Alagon, Lofariones in Luna, Sancius Romeu in Exea.
En este texto se fijan los límites geográficos fijos de Manzanera, así como su cesión a Berenguer III de Entenza como gratitud por su defensa de la frontera contra los sarracenos, y confirma el régimen de cesión de este feudo "siguiendo las leyes y costumbres de Cataluña". He aquí su traducción al castellano moderno:

Que sea sabido por todos los presentes y futuros que yo, Pedro, rey de Aragón y Conde de Barcelona por la gracia de Dios, por designio mío y de todos mis sucesores, con la presente inscripción de validez perpetua, te alabo a ti , Berenguer de Entenza, por los muchos servicios agradables me has hecho y me haces todos los días en la frontera con los sarracenos, y te concedo y doy a ti ya todos tus sucesores aquel lugar que se llama Maçanera. Así pues, a ese lugar le asigno límites y te lo doy de la siguiente manera:
- Que tenga un término de seis millas de tierra por la parte de Sarrion; cinco millas de tierra por la parte de la Alventosa (Albentosa); por la parte que va de Alpuente hasta el collado de Arcos, que el término baje desde el collado de Arcos siguiendo las aguas que fluyen; por la parte de Llíria, doce millas de tierra; que de la parte de Alpuente, tenga también un término de doce millas de tierra hacia el pinar, tal y como va el camino hacia la costa de Valencia; que tenga también doce millas de tierra hacia el lado de Bexix (Bejís), y diez millas de tierra hacia Camarena (de la Sierra), siguiendo la senda. Así pues, te concedo y confirmo a ti, Berenguer de Entenza ya todos tus sucesores, el citado lugar de Maçanera con esos términos que he dicho y fijado, para que los ocupes y hagas una plaza fuerte para defensa de mi reino y disuasión de los sarracenos. De este modo, pues, hago obsequio del citado lugar de Maçanera y de los castillos y villas que estén situados en dicho lugar y en su término a ti, mencionado Berenguer, ya todos tus sucesores, porque tú y tus sucesores que mantengan dichos puestos, los posea para siempre por designio mío y de todos mis sucesores en el reino de Aragón.

- Que tenga y posea según la ley y la costumbre de Cataluña. Esto es, que tú y tus sucesores, de dicho lugar y de otros castillos y villas que estén en el término fijado del lugar de Maçanera, me da y traspase el poder a mí ya los míos en cualquiera momento y siempre que sea requerido por mí a ti o a los tuyos de la forma que sea; incluso si estuvieras ausente tú o los tuyos para hacer la guerra en defensa mía contra quien sea, sarracenos o cristianos, en cualquier momento y siempre que en cualquier circunstancia fuera exigido por mí o los míos, a ti o a los tuyos, a través de una carta o de un correo. Y todos aquellos, tanto soldados, como quien sea a quien vosotros dais heredados en el lugar mencionado, que también conserven las que les hayan sido dadas y concedidas por vosotros, porque también a ellos les concedo que las conserven, posean y mantengan para siempre.

Hecho en Calatayud, el primer jueves de junio de 1202 de la mano de Juan de Berax, señor notario del rey, escrito bajo su mandato.

Testimonios de este hecho son: Gracia, obispo de Tarazona: R., obispo de Zaragoza; García, obispo en Huesca, García Romei, señor en Calatayud y alférez (mayordomo, ¿senescal?) del señor rey, Miguel de Lusia, señor en Aranda, Aznarius Pardo, señor en Jaca, Artallus, señor en Alagon, Lofariones en Luna, Sancius Permanezca en Exea (Ejea).

### Edades Moderna y Contemporánea
Durante la Edad Moderna, la villa de Manzanera se convirtió en un próspero enclave comercial gracias al comercio de la lana, que atraía a mercaderes italianos y catalanes que buscaban materia prima para su floreciente industria textil. 
Entre junio y diciembre de 1810, albergó la Junta Superior de Aragón y Castilla, en el contexto de la guerra de Independencia napoleónica o Guerra del Francés (1808-1812). Durante la Guerra Carlista el general carlista Ramón Cabrera se enfrentó a las tropas del general Isabelinos Amor y Builn en octubre de 1834 y nuevamente en septiembre de 1835. Manzanera quedó bajo influencia carlista durante buena parte del conflicto, tal como demuestra la derrota y posterior ejecución de 145 soldados liberales del regimiento de Extremadura en las proximidades del barrio de Alcotas. De hecho, la villa de Manzanera fue visitada por el propio pretendiente real Carlos María Isidro durante el verano de 1837 al frente de los más de 10.000 soldados que formaban la Expedición Real que había de conquistar Madrid y poner punto final a la guerra. La expedición real fracasó y la villa cambió de manos, ocupada por las tropas liberales dirigidas por el general O'Donell, quien dejó una guarnición en la villa. Manzanera fue conquistada otra vez por el general carlista Ramón Cabrera durante el verano de 1838, y la villa quedó definitivamente bajo control carlista hasta el final de la contienda, en mayo de 1840.
A mediados del siglo XIX, el lugar contaba con una población censada de 1997 habitantes, incluyendo los de la aldea de Alcotas. La localidad aparece descrita en el undécimo volumen del Diccionario geográfico-estadístico-histórico de España y sus posesiones de Ultramar de Pascual Madoz de la siguiente manera:

Alcotas (V.), en la prov. y dióc. de Teruel (9 leg.), part. jud. de Mora (4), aud. terr. de Zaragoza y c. g. de Aragon: sit. en un pequeño valle, al pie de una montaña y á la márg. izq. del r. Alventosa; goza de buena ventilacion y clima saludable, templado y sano. Sus casas son de mediana construccion repartidas en calles un poco pendientes y mal cortadas; tiene un edificio sólido, que en lo ant. sirvió de palacio á los caballeros de la órden de San Juan, una escuela de instruccion primaria poco concurrida; igl. parr. de entrada dedicada á Ntra. Sra. de los Angeles; un conv. que perteneció á los frailes Franciscos, y un cementerio que en nada perjudica á la salud pública. Confina el term. al N. con Sarrion; E. Alventosa; S. Torrijas, y O. Abejuela; pasa por él el r. anteriormente nombrado, cuyas aguas benefician con el riego algunos huertos. El terreno es montuoso, entrecortado por valles; abundan las sierras en pinos, de los que los hab.de las masías de su térm. se aprovechan para cortar mucha madera. Los caminos son de herradura, conservándose en regular estado. El correo se recibe todas las semanas de la adm. de Teruel. prod.: trigo, cebada, avena, patatas y algunas frutas y verduras; cria bastante ganado lanar y algo de cabrio, y caza de conejos y perdices. pobl.: con la ald. de Alcotas 499 vec., 1,997 alm. riqueza imp.: 293,324 rs.
En Manzanera fué alcanzado Cabrera, la tarde del 25 de setiembre de 1835, por la columna de Amor y Buil, que le obligo á retirarse. Fué fortificada por los carlistas en 1839. Fué atacado su fuerte por el general Hoyos, y cañoneado desde el amanecer del 14 de diciembre de 1839, tuvo al fin que rendirse con los 45 individuos que lo defendían.
(Madoz, 1848, pp. 202-203)

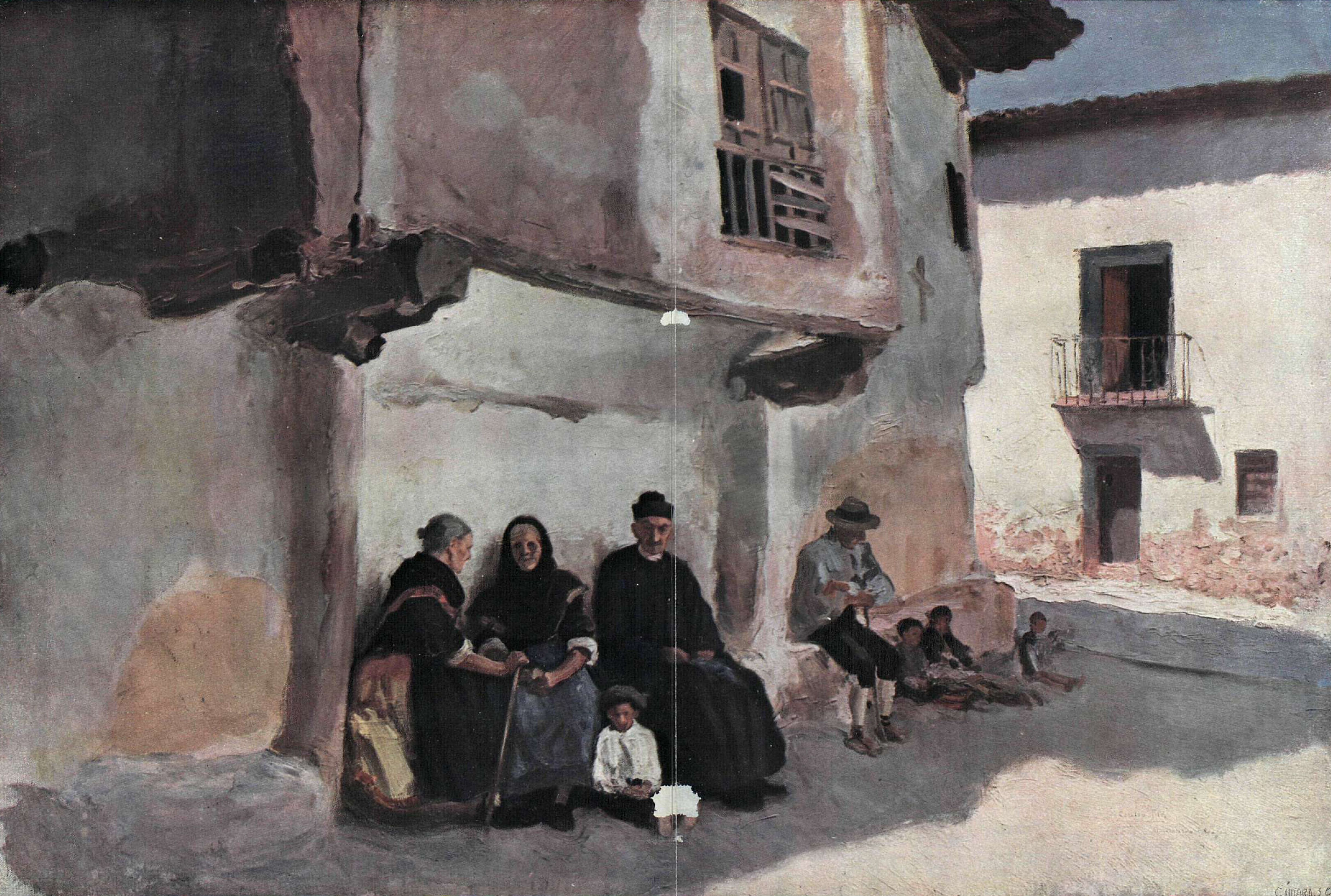
Reproducción de «Plaza mayor de Manzanera», de Cecilio Pla, en la revista La Esfera (22 de septiembre de 1923).

A fines del siglo XIX la villa conservaba parte de la muralla y las torres perimetrales.
En la guerra civil española Manzanera se halló en el epicentro de un frente estabilizado y con dos ejércitos que aplicaron una estrategia de desgaste y tierra quemada que supuso la práctica desaparición de muchos bosques, caminos y masías de la zona. El frente de Teruel se mantuvo estabilizado en Manzanera desde julio de 1936 hasta septiembre de 1938. Durante este período la villa fue evacuada en diversas ocasiones, y fue testigo del paso de las unidades más temibles de ambos ejércitos: la Legión Cóndor, formada por los aviones alemanes, o la columna de hierro, formada por los milicianos voluntarios de Valencia. El parte de guerra franquista del 22 de septiembre de 1938 habla de avances significativos en la zona de la Caseta del Pescater y la masía de don Pedro y los altos del Ave y del Buitre, con más de 2000 muertos republicanos y un número similar de prisioneros. Por último, fue escenario de un ataque de distracción planeado por el general republicano Vicente Rojo en noviembre de 1938 para dividir las tropas Franquistas que estaban venciendo en la batalla del Ebro. Esta iniciativa fracasó y la aviación insurrecta castigó severamente a los militares republicanos pero también a las infraestructuras y viviendas de la población.
Durante la posguerra de la Guerra Civil fue un importante enclave de los maquis de la zona de levante. Su aspecto fue evolucionando y casi la totalidad de las defensas se demolieron, pero como resultado de encontrarse en una zona lineal de tropas, el castillo, la iglesia y el portal de abajo (monumento de gran importancia en el pueblo) resultaron ser gravemente dañados.
Su conjunto urbano fue premio nacional de embellecimiento Conde de Guadalhorce en 1971.

## Demografía
Manzanera cuenta con una población de 539 habitantes (INE 2024).
| Gráfica de evolución demográfica de Manzanera entre 1842 y 2021                                                     |
| |
| Población de derecho según los censos de población del INE Población de hecho según los censos de población del INE |

El municipio ha sufrido una fuerte despoblación desde la Guerra Civil, cuando tenía más de 2000 habitantes hasta alrededor de 470 de mitad de la década de los noventa debido al éxodo rural (principalmente hacia Valencia y, en menor medida, a Barcelona). En los últimos años esta tendencia se ha roto debido a la inmigración y a los nuevos nacimientos, alcanzando la población en 2009 los 561 habitantes.

## Economía

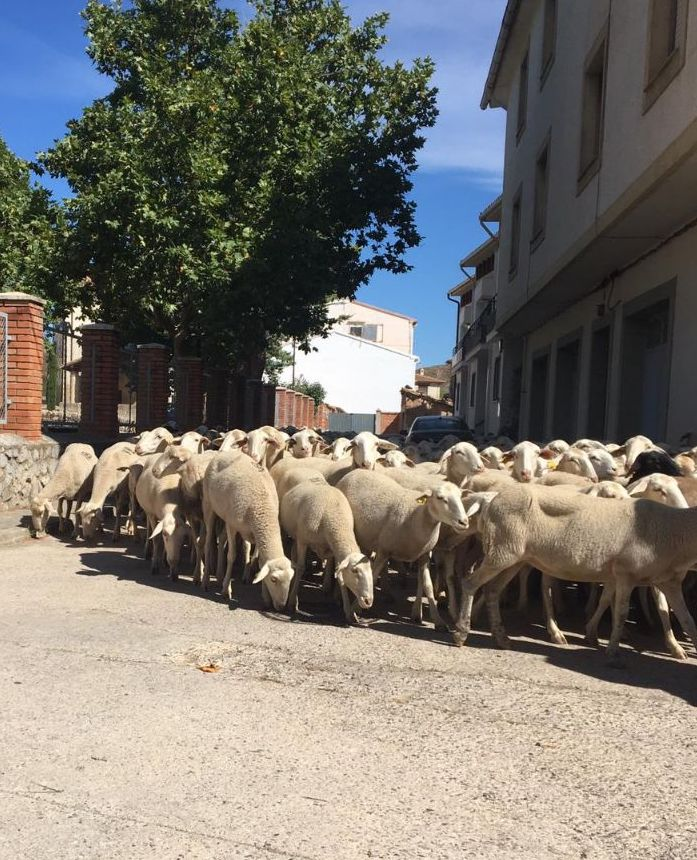
Rebaño de ovejas atravesando Manzanera

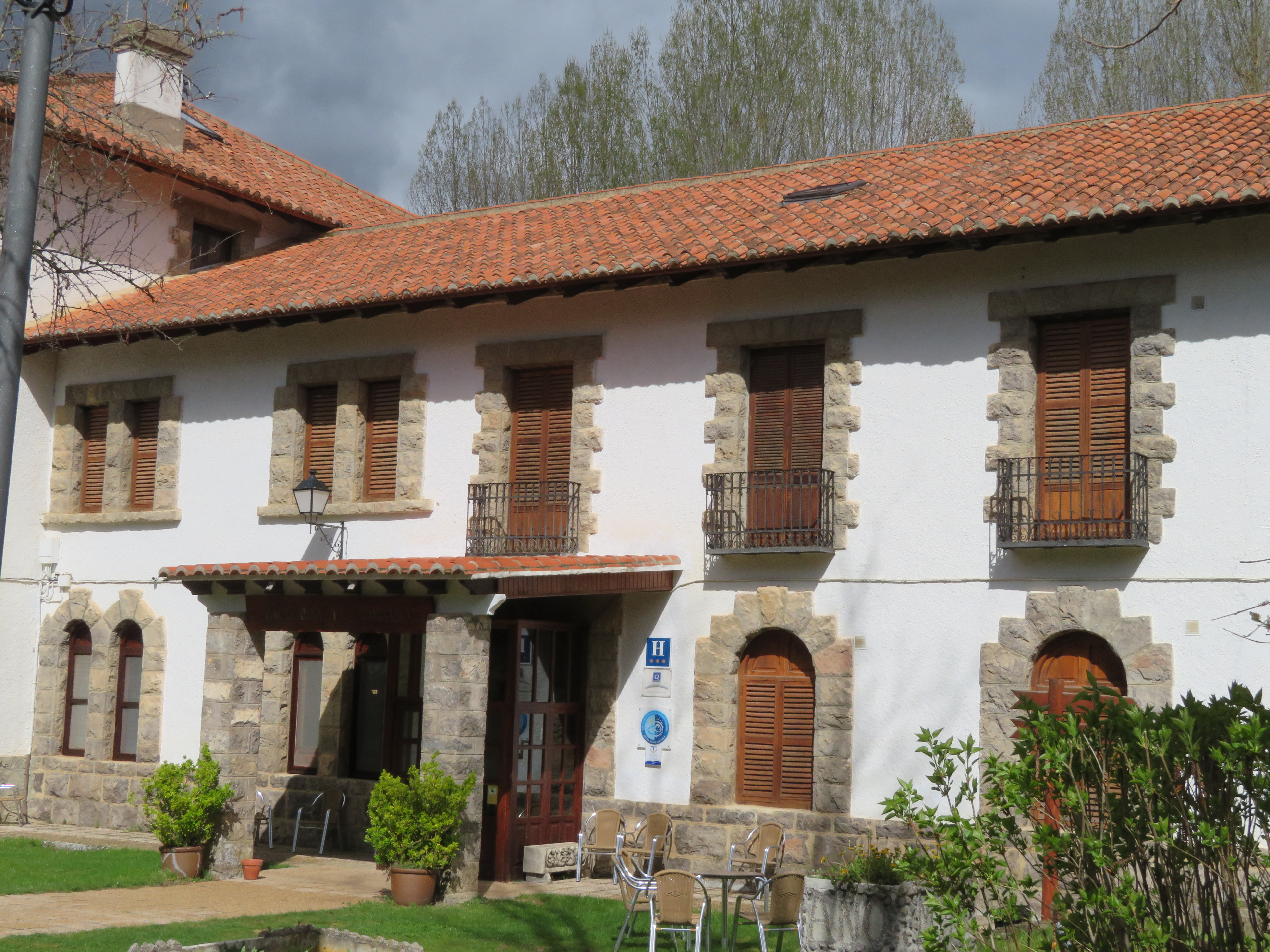
Balneario El Paraíso

La principal actividad económica del municipio es el turismo, fundamentalmente proveniente de la Comunidad Valenciana, aunque también de Cataluña. También es importante en invierno gracias a la cercanía de las estaciones de esquí de Javalambre y de Valdelinares así como de gente aficionada a la recolección de hongos. El municipio dispone de un polideportivo con un pabellón cubierto, un frontón, un campo de futbito exterior y dos piscinas: una infantil y una grande de 33 m de largo.
Otras actividades económicas importantes en el municipio son el secado del Jamón de Teruel, la agricultura, la explotación de los bosques para madera y el cultivo y búsqueda de la trufa. En la época correspondiente mucha gente se acerca a la zona para coger setas y, sobre todo, rebollones, ya que son relativamente fáciles de encontrar.
En Manzanera hay además un balneario (El Paraíso), situado a un kilómetro de Los Cerezos junto al Río Paraíso y se está construyendo otro más en Manzanera en el manantial del Agua Podrida.

## Administración y política

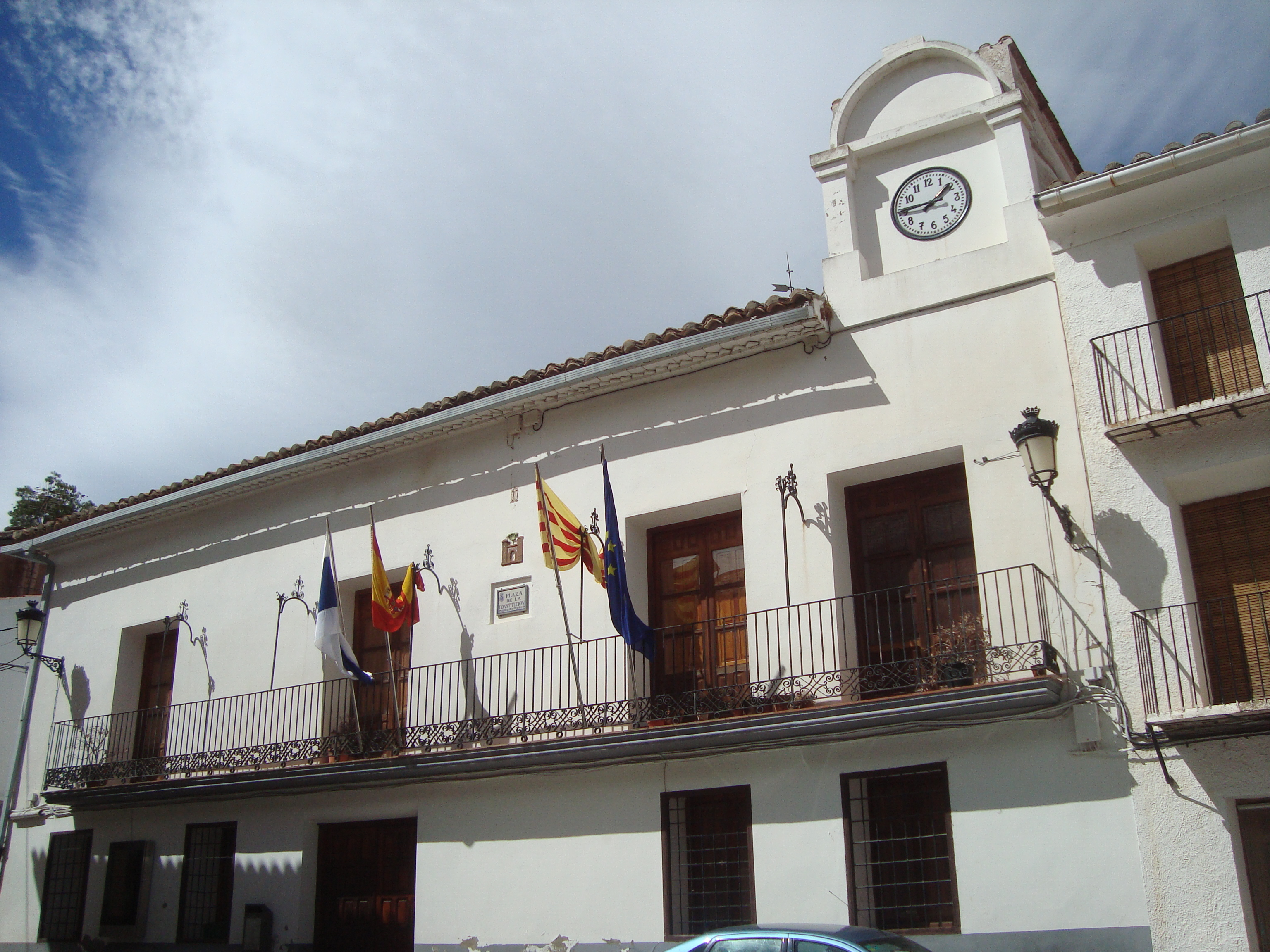
Casa consistorial

| Período   | Alcalde                    | Partido |  |
| --------- | -------------------------- | ------- |  |
| 1979-1983 | Tomás Martín Redón         | PSOE    |  |
| 1983-1987 |                            | PAR     |  |
| 1987-1988 |                            | PSOE    |  |
| 1988-1991 |                            | PSOE    |  |
| 1991-1995 | Manuel Rafael Lázaro Pérez | PAR     |  |
| 1995-1999 | Manuel Rafael Lázaro Pérez | PAR     |  |
| 1999-2003 | Manuel Rafael Lázaro Pérez | PAR     |  |
| 2003-2007 | Manuel Rafael Lázaro Pérez | PAR     |  |
| 2007-2011 | Manuel Rafael Lázaro Pérez | PAR     |  |
| 2011-2015 | Manuel Rafael Lázaro Pérez | PAR     |  |
| 2015-2019 | Jorge Corella Martínez     | PSOE    |  |
| 2019-     | Celia Durbán Solaz         | PP      |  |

| Partido político    | Partido político                                    | 1979   | 1983   | 1987   | 1991   | 1995   | 1999   | 2003   | 2007   | 2011   | 2015   | 2019   |
| Partido político    | Partido político                                    | Ediles | Ediles | Ediles | Ediles | Ediles | Ediles | Ediles | Ediles | Ediles | Ediles | Ediles |
|                     | Partido Aragonés (PAR)                              | —      | 4      | —      | 3      | 6      | 5      | 4      | 3      | 3      | 2      | —      |
|                     | Partido de los Socialistas de Aragón (PSOE-Aragón)  | 4      | 3      | 7      | 3      | 1      | —      | 3      | 3      | 3      | 3      | 3      |
|                     | Partido Popular de Aragón (PP)-Alianza Popular (AP) | —      | 0      | —      | 1      | —      | 2      | —      | 1      | 1      | 2      | 4      |
|                     | Chunta Aragonesista (CHA)                           | —      | —      | —      | —      | —      | —      | —      | 0      | —      | —      | —      |
|                     | Unión de Centro Democrático (UCD)                   | 3      | —      | —      | —      | —      | —      | —      | —      | —      | —      | —      |
| Total de concejales | Total de concejales                                 | 7      | 7      | 7      | 7      | 7      | 7      | 7      | 7      | 7      | 7      | 7      |

## Monumentos

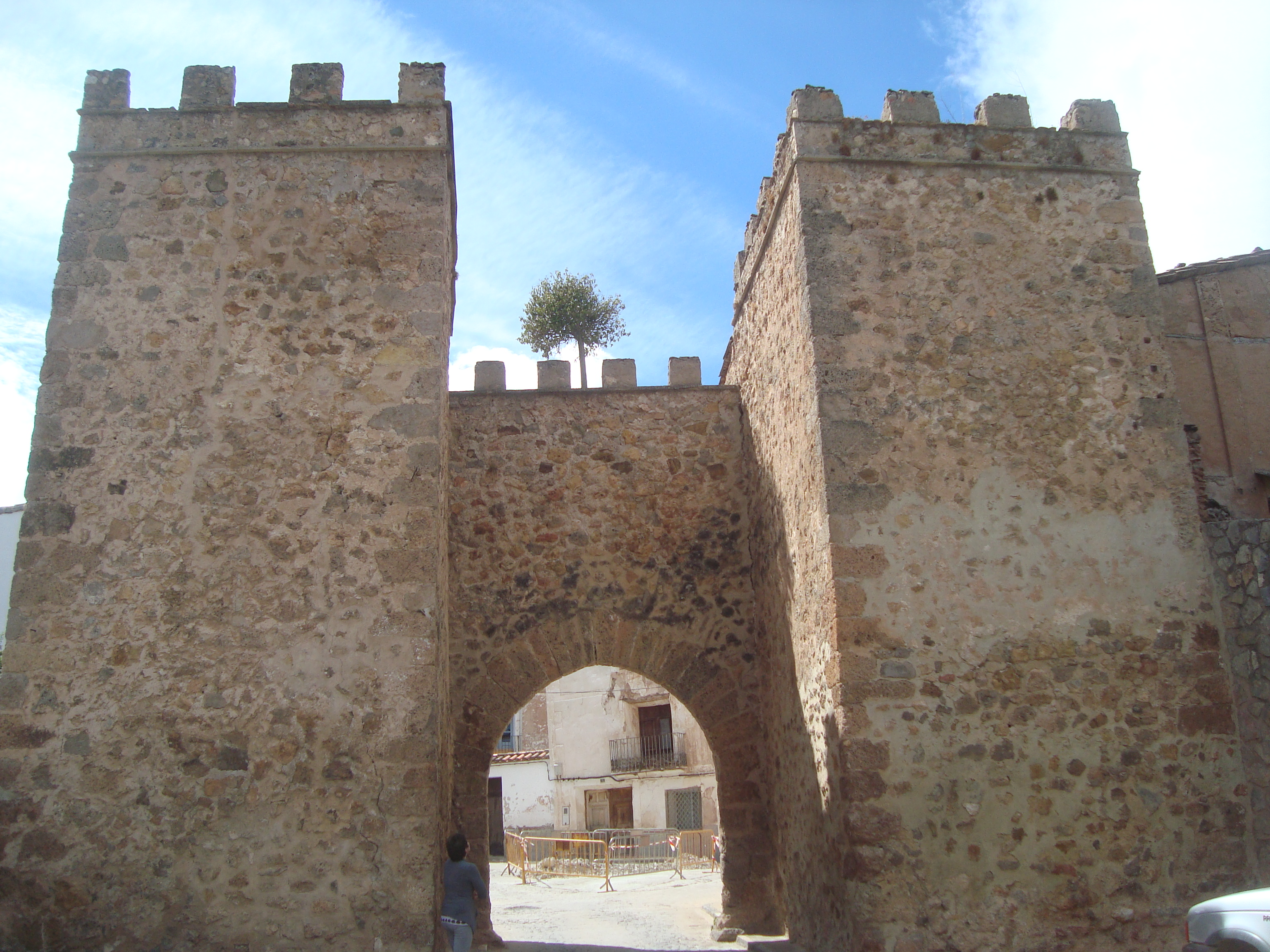
Portal de Abajo (declarado Monumento Histórico Artístico Nacional)

Dentro del núcleo, se debe visitar el portal de Abajo (declarado Monumento Histórico Artístico nacional), el portal de Arriba, la iglesia, la ermita del Loreto, las ruinas del castillo y el pilón del esclavo.
En el municipio también se pueden visitar, sus paisajes, como la zona de los Paraísos, Tejeda, El Gavilán, Las agujas de Las Alhambras, etc. o las pequeñas iglesias situadas en los barrios, en especial la de Los Olmos y Alcotas.